# Stormfront
Stormfront是一個白人至上、白人民族主義、反犹太、否认納粹屠殺和新納粹人士聚集的网络论坛，也是網路誕生以來首个大型的仇恨网站。Stormfront同时也越来越积极地宣传伊斯兰恐惧。
Stormfront在90年代初只是一个在线公告板系统，1996年前三K党领袖、白人至上倡議者唐·布萊克將其轉型成一個网站。2000年，纪录片《仇恨网站》（Hate.com）花相當大的篇幅介紹該網站，Stormfront開始為美国大眾所熟知。法國、德國和意大利的Google索引中沒有Stormfront這家網站。